# Souvrství Javelina

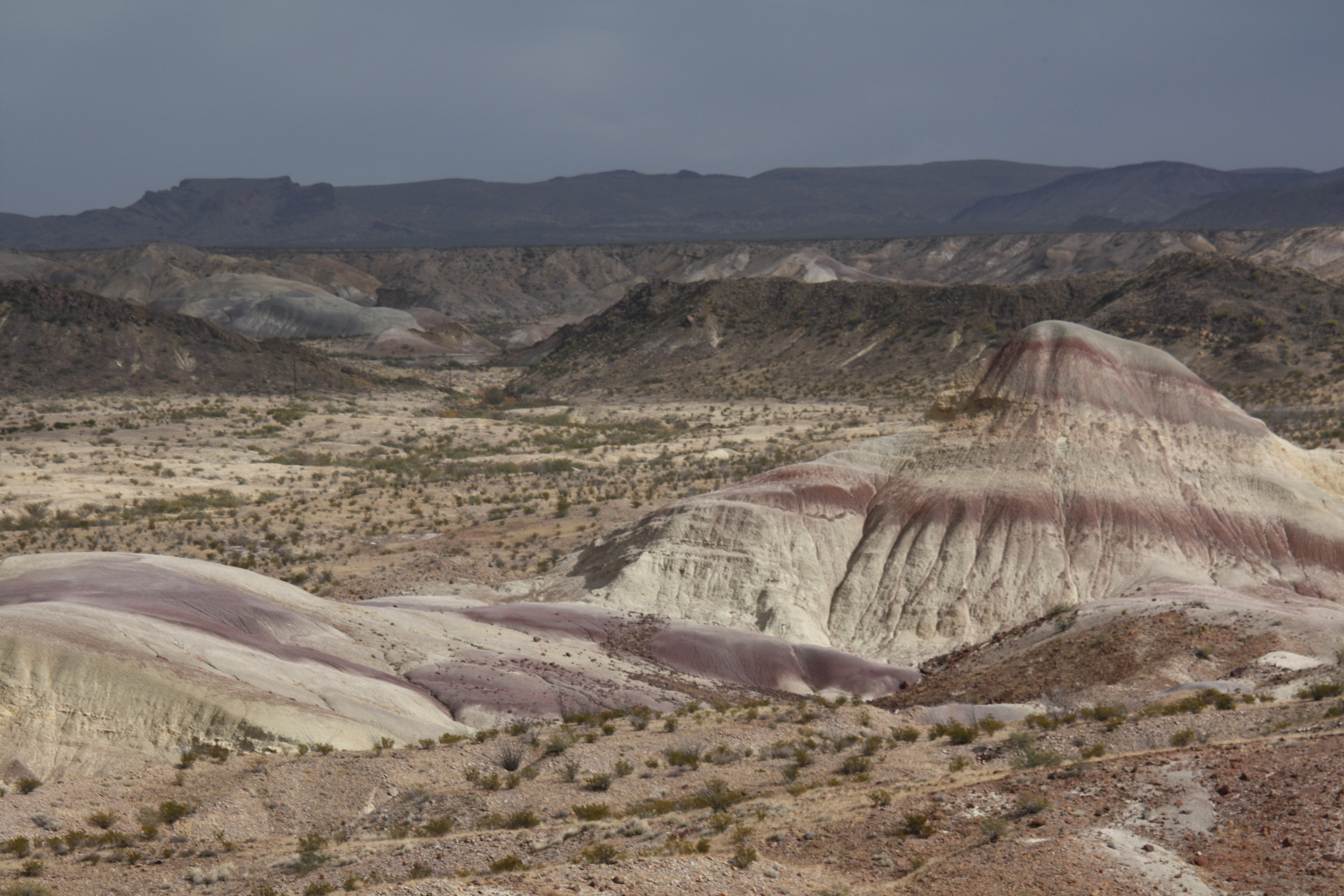
Sedimentární výchozy souvrství Javelina.

Souvrství Javelina je geologickou formací na území Texasu v USA. Stáří sedimentů činí asi 70 až 66,5 milionu let, jedná se tedy o usazeniny z nejpozdnější křídy (geologický stupeň maastricht). Radiometrická datování byla v rámci těchto sedimentů prováděna jen vzácně, střední část byla nicméně datována na 69,0 ± 0,9 milionu let.

## Charakteristika
Nejběžnější horninou v tomto souvrství je pískovec, méně zastoupen je jílovec, prachovec a slepenec. Souvrství bylo pojmenováno podle místního názvu pro sudokopytníka druhu pekari páskovaný. Toto geologické souvrství je známé objevy jedněch z posledních žijících druhohorních dinosaurů. Byly zde ale objeveny také fosilie jiných plazů, paryb, ptakoještěrů (obří rod Quetzalcoatlus nebo spíše samostatný rod Wellnhopterus), dřevin a další zkameněliny.
Zajímavé je, že v ekosystémech tohoto souvrství možná společně žily například i populární rody Tyrannosaurus (obří teropod) a Alamosaurus (obří sauropod), jejichž zástupci spolu možná sváděli souboje na život a na smrt (tyranosauři teoreticky mohli alamosaury aktivně lovit).

## Dinosauří fauna

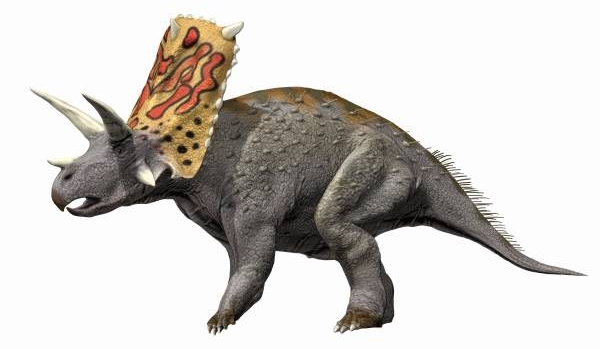
Obrazová rekonstrukce rohatého dinosaura druhu Bravoceratops polyphemus.

Ceratopsidní dinosauři
- Bravoceratops polyphemus[8]
- Torosaurus utahensis[9]

Hadrosauridní dinosauři
- Gryposaurus alsatei[10]
- Kritosaurus navajovius
- Saurolophus sp.

Sauropodní dinosauři
- Alamosaurus sanjuanensis[11]

Teropodní dinosauři
- Saurornitholestes cf. langstoni[12]
- Troodon sp.
- Tyrannosaurus rex[13]